# Stoian Mihailovski
Stoian Nikolov Mihailovski (în bulgară Стоян Николов Михайловски; n. 7 ianuarie 1856, Elena, Imperiul Otoman – d. 3 august 1927, Sofia, Regatul Bulgariei) a fost un poet bulgar.
Localitatea Stoian Mihailovski din regiunea Șumen îi poartă numele.

## Scrieri
- 1889: Poema za zloto ("Poemul răului");
- 1897: Kniga za bălgarskiia narod ("Carte pentru poporul bulgar"), pamflete și dialoguri versificate la adresa politicienilor epocii;
- 1902: Ot razvala kăm provala ("De la degradare la decădere"), critică adusă scriitorilor fără talent.

A scris și fabule și a avut o bogată activitate publicistică.
1. 1 2 3  Autoritatea BnF, accesat în 10 octombrie 2015